# Alamosaurus
Alamosaurus a fost un gen de dinozauri erbivori cu gâtul lung. Acesta a trăit în Cretacicul târziu, acum 73 - 65 de milioane de ani, rezistând astfel până la dispariția tuturor dinozaurilor.                                         
El măsura 21 de metri înălțime și cântărea 22 de tone. Acest lucru îl făcea unul din cei mai puternici dinozauri, și datorită faptului că trăia în turme numeroase ( ca toți erbivorii ), era aproape o pradă imposibilă și pentru carnivori gigantici ca Tyrannosaurus Rex sau Allosaurus.
Fosilele sale au fost descoperite în New Mexico,statul Texas și statul Utah. 